# 바르트리하리
바르트리하리(भर्तृहरि, Bhartṛhari)는 고대 인도의 서정 시인이다. 산스크리트 문학과 산스크리트어 문법에 영향을 끼쳤다. 동명(同名)의 언어철학자와 같은 사람인가 아닌가는 정설(定說)이 없다. 왕족 출신으로 젊어서 인생의 향락을 체험한 후, 출가하여 고행(苦行)의 생활로 들어갔다고 한다. 세 가지의 《샤타카》(100송의 시집)를 남기고 있다. 《연애백송(戀愛百頌)》은 연애의 정서를 읊으면서 번뇌(煩惱)의 해탈(解脫)을 가르치며, 《처세백송(處世百頌)》 《이욕백송(離慾百頌)》은 더한층 이를 강조하여 해탈에 이르는 도(道)를 설파하고 있다.

## 참고 문헌
- 이 문서에는 다음커뮤니케이션(현 카카오)에서 GFDL 또는 CC-SA 라이선스로 배포한 글로벌 세계대백과사전의 내용을 기초로 작성된 글이 포함되어 있습니다.